# Рисова локшина
Рисова локшина — тонка форма локшини. Іноді її називають «рисовою локшиною» або «рисовими паличками», але її не слід плутати з целофановою локшиною, іншим азіатським типом лапши, виготовленої з крохмалю бобів мунг або рисового крохмалю, а не самих рисових зерен.

## Презентація та сорти
Рисова лапша є частиною кількох азіатських кухонь, де її часто їдять як частину супу, зажарки або салату. Один особливо відомий, трохи густіший сорт, який називається Гуйлінь мафень (桂林米粉), походить із південного китайського міста Гуйлінь, де він є основним продуктом сніданку.

## Назва
Рисова лапша широко відома в Азії під когнатами 米粉 (bí-hún). До них відносяться bīfun (Японія), bíjon або bihon (Філіппіни), bee hoon (Сінгапур), bihun або mee hoon (Малайзія та Індонезія) і mee hoon (Південний Таїланд). Інші назви включають num banh chok (Камбоджа), hsan-kya-zan (М'янма) і bún (В'єтнам).

## Видатні страви

### Східна Азія

#### Материковий Китай

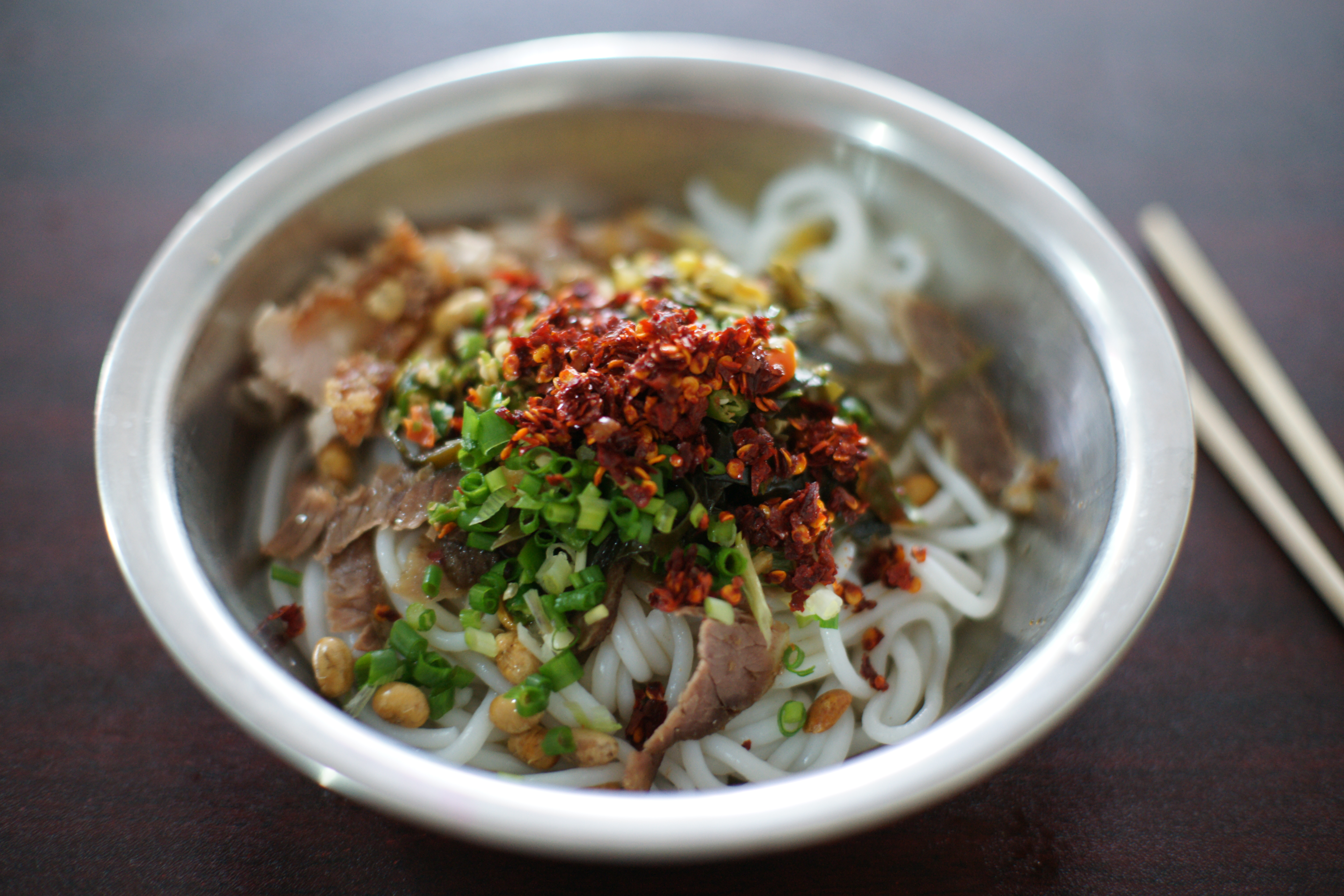
Рисова локшина Гуйлінь

- Кухня Юньнань і Гуансі — відомі страви, зокрема локшина, що перетинає міст, міксіан, локшина Гуйлінь і луосіфен (локшина-равлик). Рисова локшина також є основним продуктом етнічної кухні Тай, Мяо та Чжуань.
- Кантонська локшина — у великій кількості кантонських страв використовується цей інгредієнт (званий 米粉 maifun або «рис» кантонською мовою). Зазвичай локшина вариться в бульйоні з іншими інгредієнтами, такими як рибні кульки, яловичі кульки або скибочки риби.
- Кухня Фуцзянь і Теочу, рисова лапша — часто використовувана локшина, яку подають або в супі, обсмаженому та заправленому соусом, або навіть «суху» (без супу) з додаванням інгредієнтів і приправ.

#### Гонконг

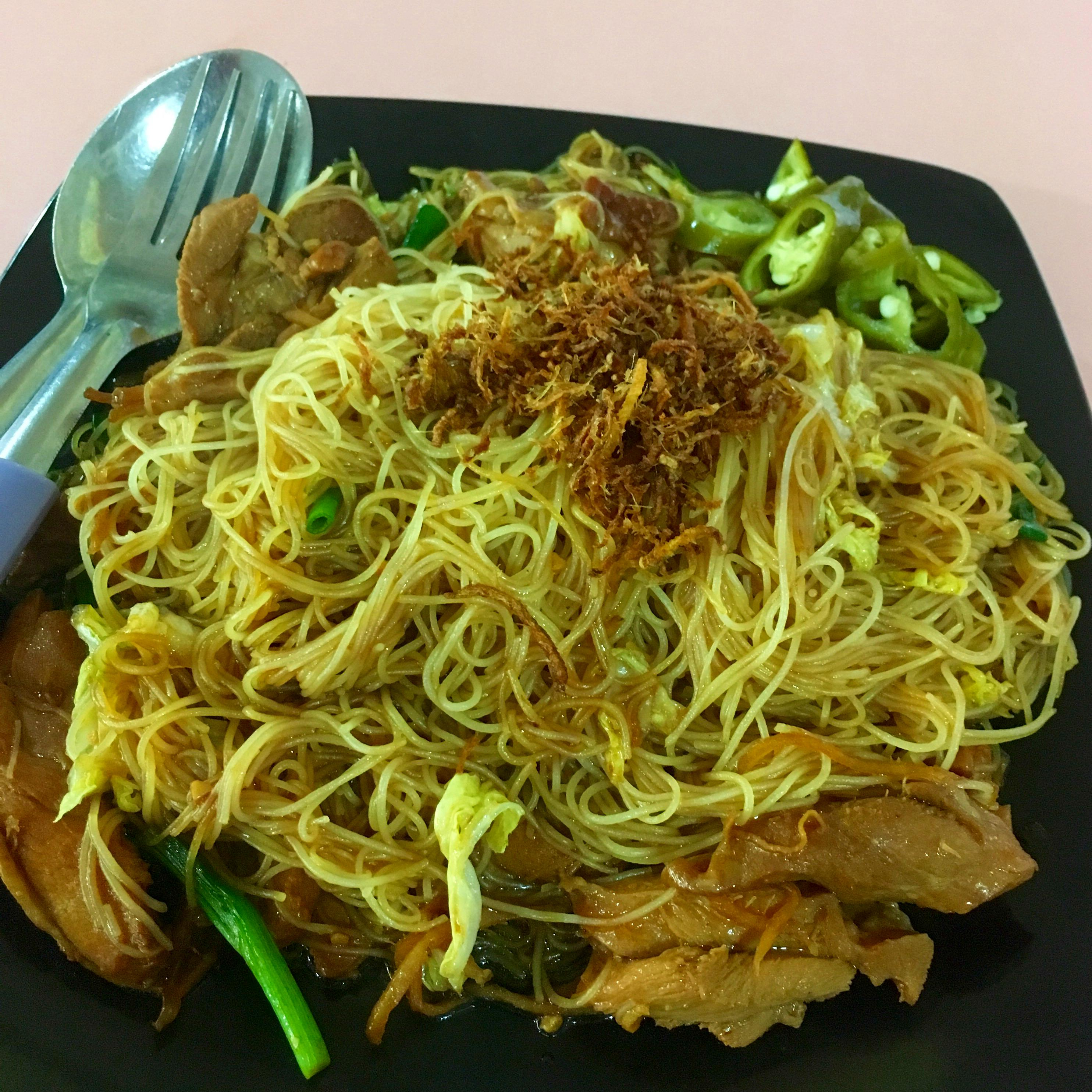
Сінгапурська смажена рисова локшина

- Локшина по-сінгапурськи (星州炒米, Xīng zhōu cháo mǐ) — страва зі смаженої рисової лапши, поширена в кантонських ресторанах Гонконгу[2], натхненна гострою кухнею Південно-Східної Азії[3]. Ця страва готується з рисової лапши, чар сіу, яйця, креветок і каррі.

#### Тайвань
- Смажена рисова лапша по-тайванськи — суха, смажена місцева страва (особливо відома в регіоні Сіньчжу). Її основними інгредієнтами є нарізана свинина, сушені креветки та морква.
- Фірмовою стравою сіньчжу є подача рисової лапши «сухою» (не в супі) з грибами та свинячим фаршем.

### Південна Азія

#### Індійський субконтинент
- Севай — південноіндійська страва, яку готують вдома під час святкових заходів. Вона виготовляється з різними смаками, такими як лимон, тамаринд і кокосове молоко[4].
- Sawaeyaa — страва з манної лапши, звареної в молочному цукрі та сухих горіхах. Її їдять на Дівалі, Ід та інші святкові події в північних частинах Індії та Пакистану.
- शेवया (на маратхі) або shevaya подаються нареченому та нареченій за день до весілля, що називається халад (हळद) у деяких частинах Махараштри.
- Paayasam — південноіндійська солодка страва, приготована з лапши, саго, цукру, спецій, горіхів і молока.
- Idiyappam є основною стравою південноіндійського сніданку. Він типовий для Тамілнаду, Керали та інших південних штатів Індії, а також для Шрі-Ланки.

### Південно-Східна Азія

#### Індонезія

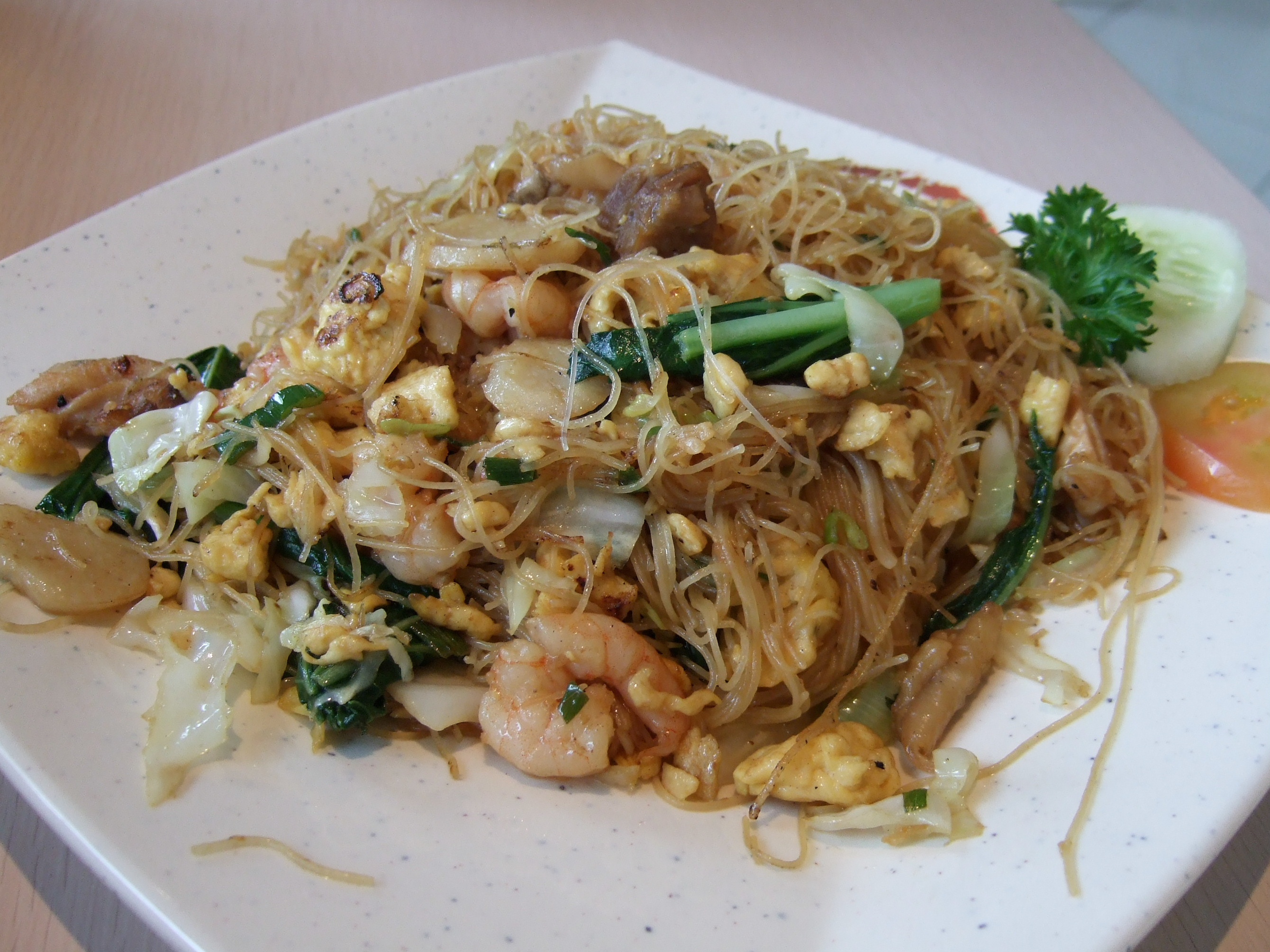
Bihun goreng

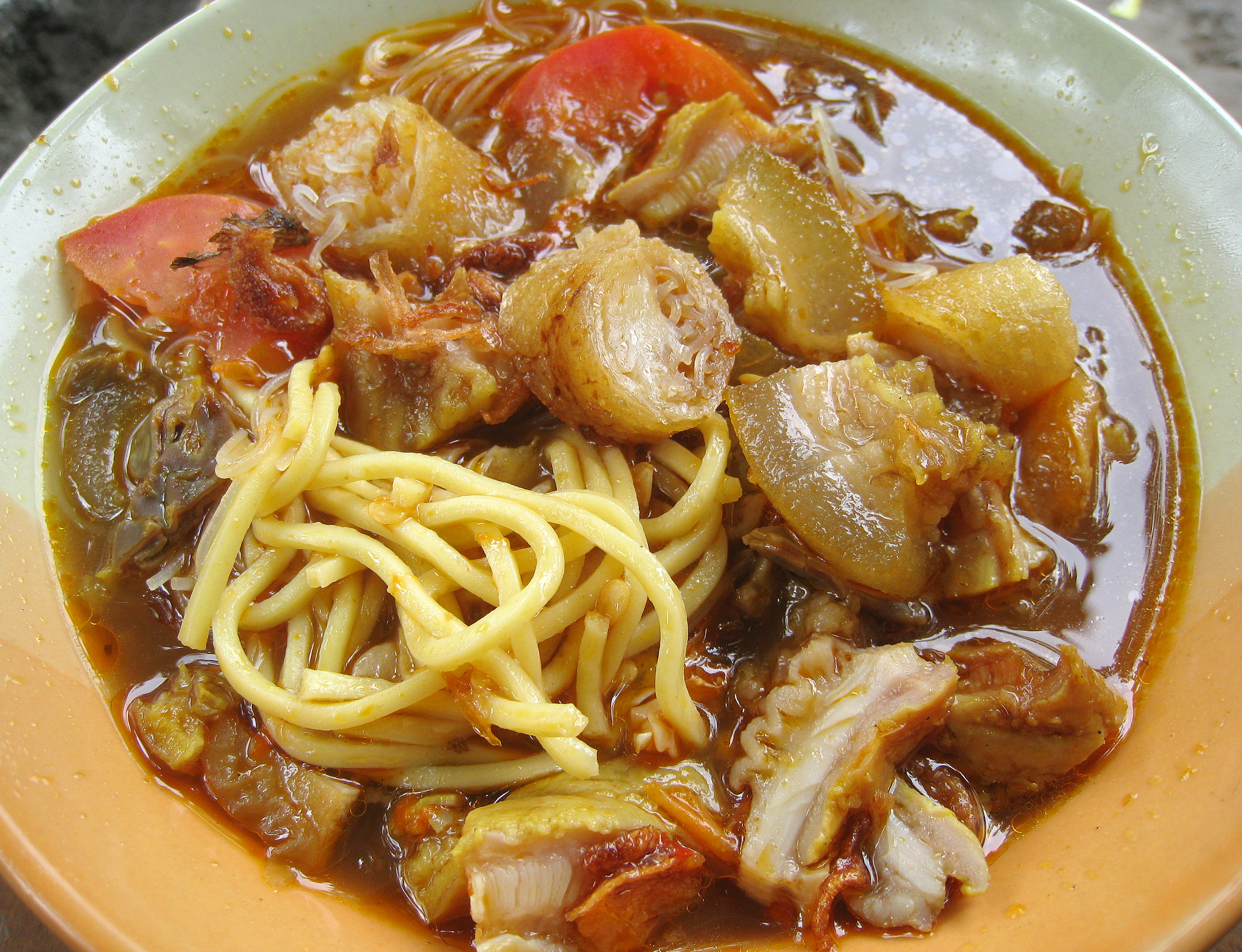
Локшина та рисова лапша у стилі Soto mie bogor, капуста, помідори (хрящі і сухожилля коров'ячого рисака) і трипи, весняні рулетики із різолами, подаються в бульйонному супі, з додаванням солодкого соєвого соусу, посипані смаженою цибулею-шалотом та перцем чилі

- Bihun goreng, у китайсько-індонезійській кухні, це смажена рисова лапша із солодким соєвим соусом.
- Bihun kari, рисова лапша, змішана з каррі.
- Bihun rebus або bihun kuah, також рисовий суп з лапшою китайсько-індонезійської кухні.
- Mie bakso, фрикадельки, які подаються з супом з рисовою лапшою.
- Сото (традиційний індонезійський суп), різні види якого часто включають рисову лапшу, як в сото аям.
- Текван, суп із рибних кульок типу сурімі, пов'язаний із пемпеком із Південної Суматри, також включає рисову лапшу, гриби, хікаму і туберозу.

#### Філіппіни

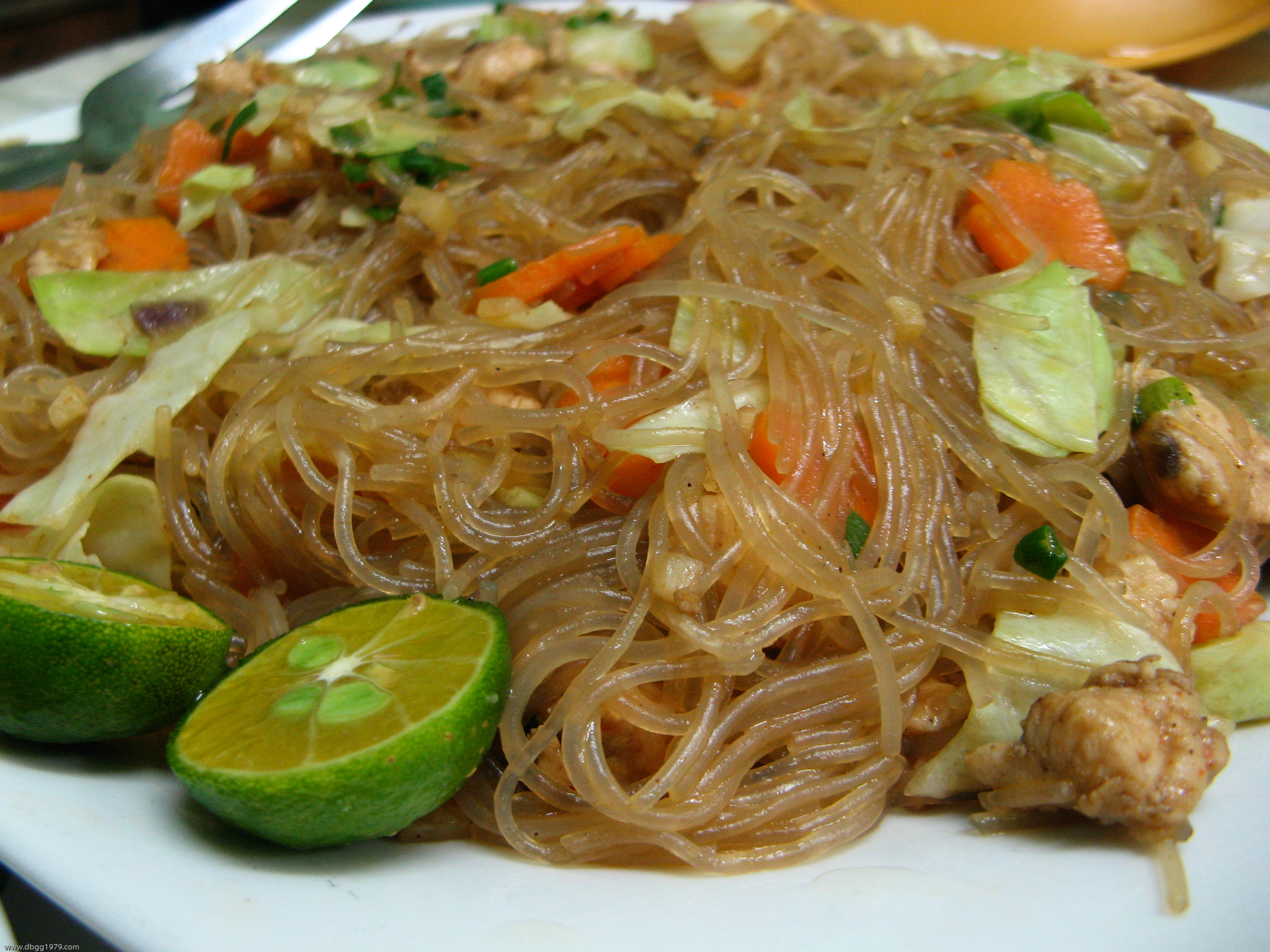
Філіппінський pancit bihon подається з каламансі

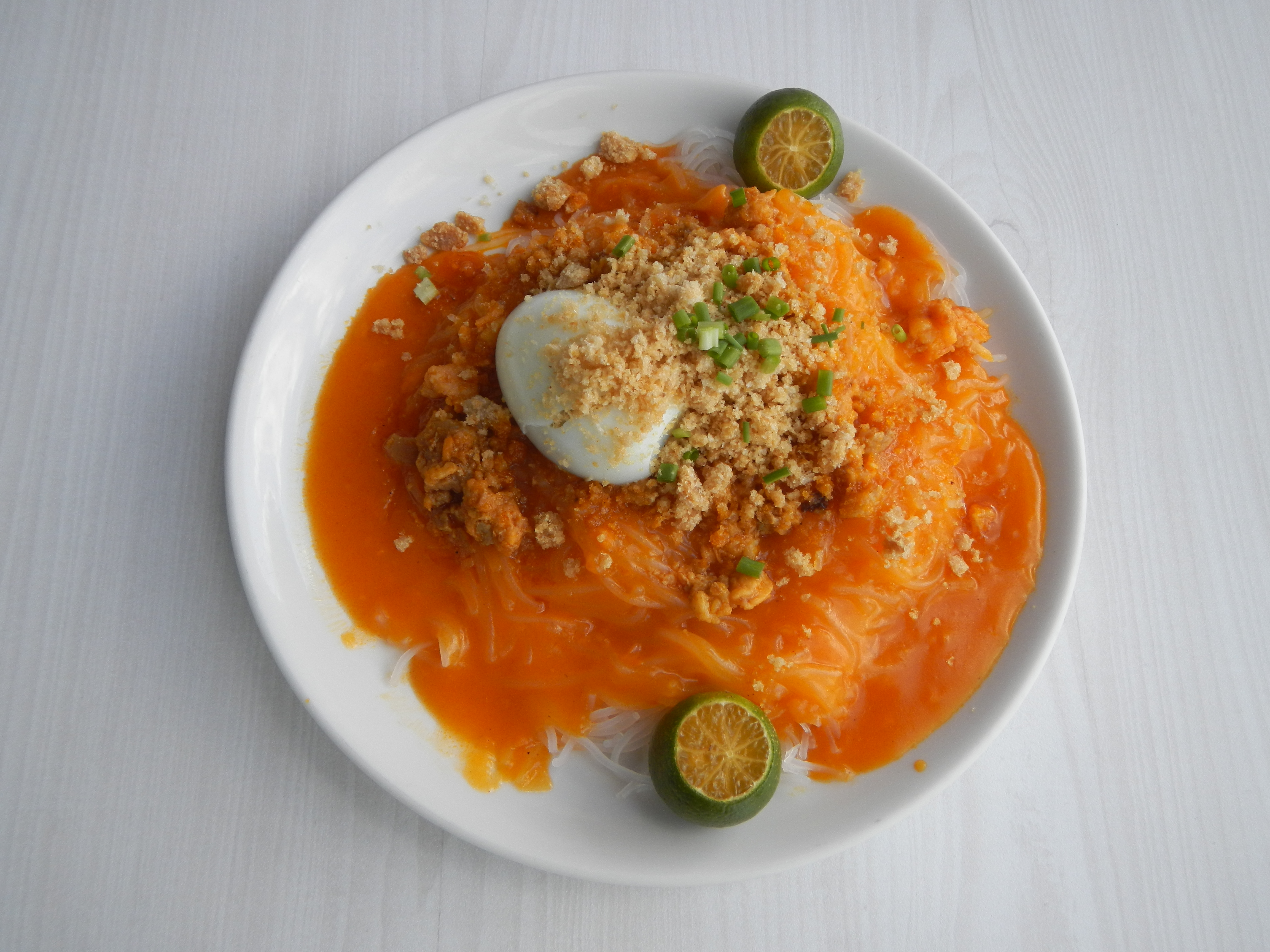
Філіппінський pancit palabok

- Pancit bihon (або pancit bihon guisado) — загальний термін для страв з рисової лапши з сумішшю смажених креветок, м'яса (зазвичай свинини або курки) і різних овочів, приготованих у соусі в стилі адобо з часником, чорним перцем, соєвим соусом, патис (рибний соус) та іншими спеціями за смаком. Зазвичай поливають яйцями, звареними круто, і подають з каламансі[5].
- Pancit palabok — страва з рисової лапши з соусом з креветок, свининою, подрібненим чичароном, пластівцями тінапи (копченої риби), звареними круто яйцями, цибулею та підсмаженим часником. Подається з каламансі[6].

#### В'єтнам

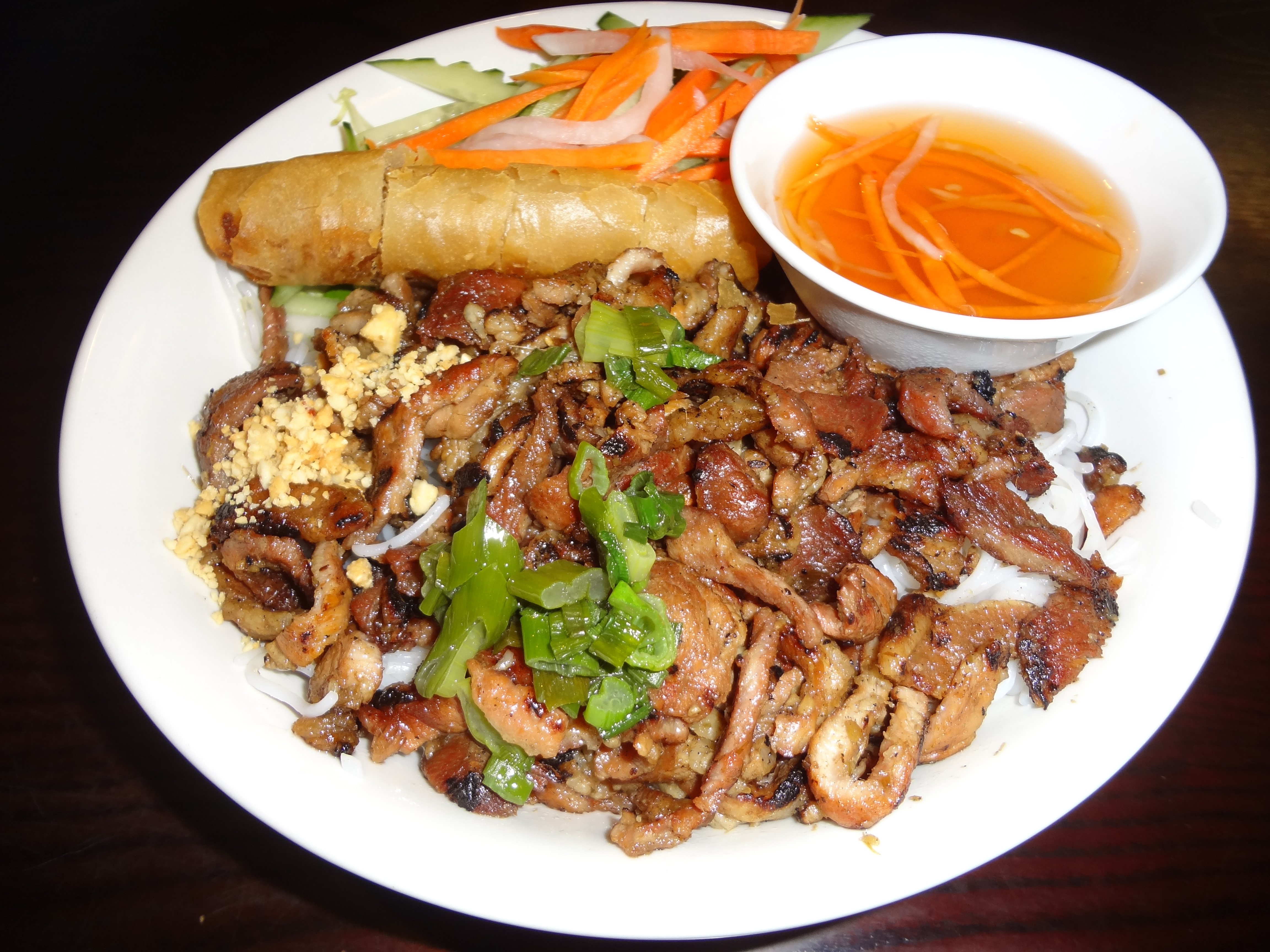
В'єтнамська bún thịt nướng chả giò

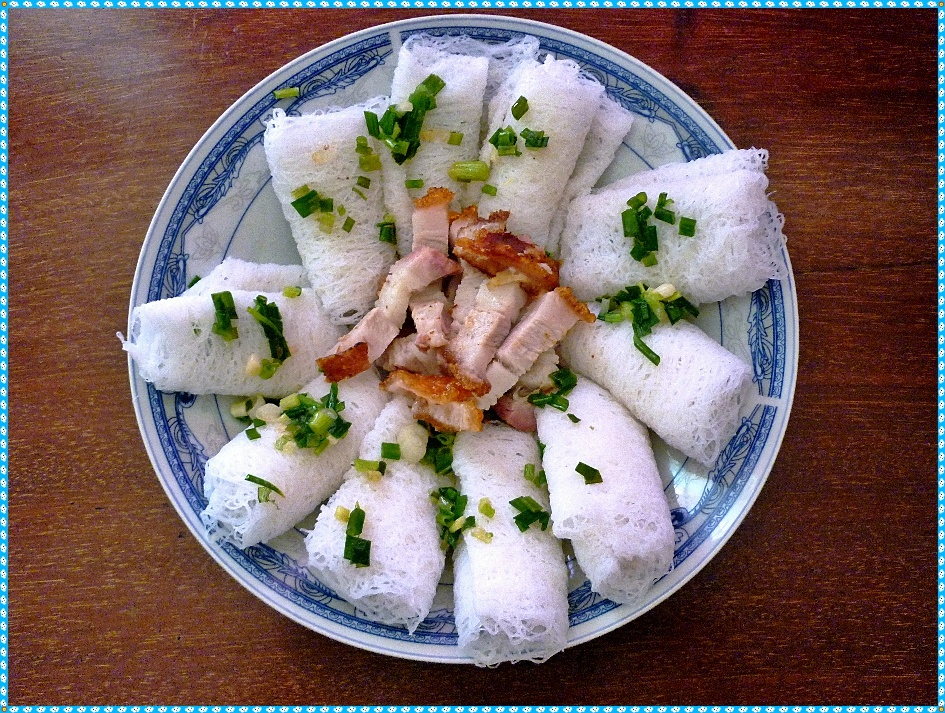
Страва bánhhỏi в Хошиміні

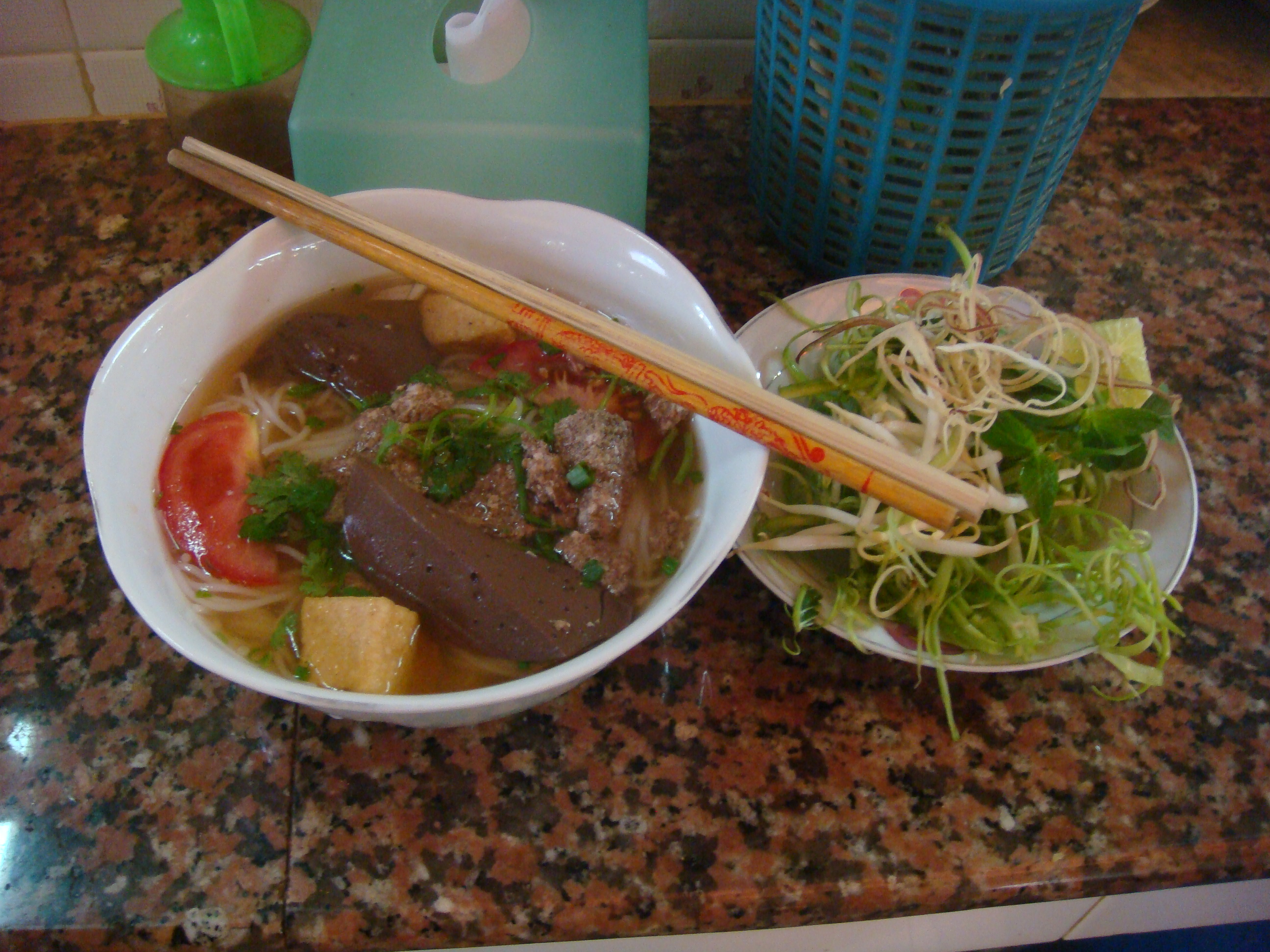
Миска bún riêu та блюдо з овочами

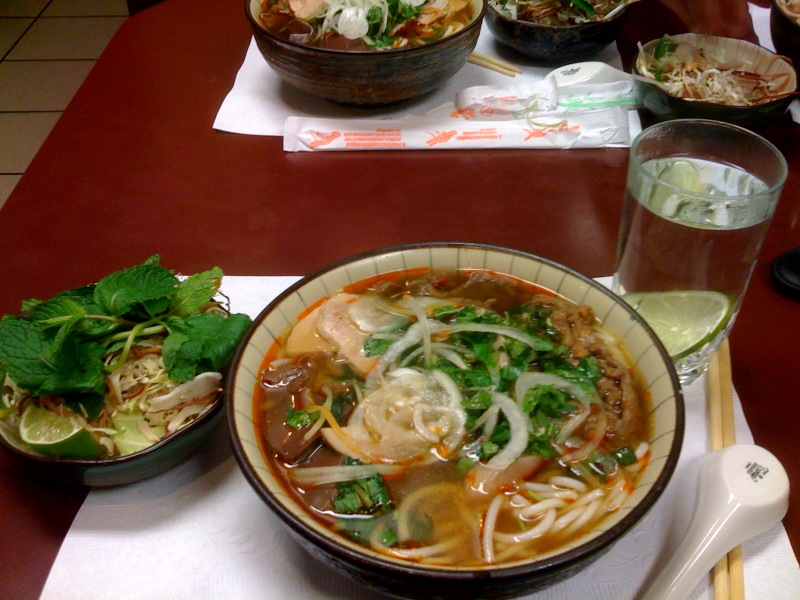
Чаша bún bò (у ресторані Bún Bò Huế An Nam)

- Bánhhỏi — в'єтнамська страва, що складається з рисової лапши, сплетеної в складні пучки, часто покритої нарізаною цибулею чи часниковою цибулею, обсмаженою в олії, яка подається до додаткової м'ясної страви.
- Bún riêu — рисова лапша в супі з м'ясом краба. Вона має свіжу кислинку, тому в'єтнамці люблять насолоджуватися нею влітку. У В'єтнамі є багато ресторанів, де продають цю страву.
- Bún bò Huế — рисова лапша у супі з яловичиною з Хюе.
- Bún chả — страва з Ханоя, що складається з жирної свинини, смаженої на грилі, на тарілці білої рисової лапши та зелені з гарніром із соусом.